# 巴音宝力格镇
巴音宝力格镇，是中华人民共和国内蒙古自治区巴彦淖尔市乌拉特后旗下辖的一个乡镇级行政单位。

## 行政区划
巴音宝力格镇下辖以下地区：
宝源社区、惠民社区、裕民社区、东升社区、北街社区、友联村、东升村、团结村、浩日格嘎查、朱斯木尔嘎查、那仁乌拉嘎查、宝力格嘎查、乌兰嘎查、蒙汉村、三支渠村和五支渠村。